# Apodastococcus onar
Apodastococcus onar är en insektsart som beskrevs av Williams 1985. Apodastococcus onar ingår i släktet Apodastococcus och familjen ullsköldlöss. Inga underarter finns listade i Catalogue of Life.